# Petit-duc de Pemba
Otus pembaensis
Espèce
Statut de conservation UICN

 VU C2a(ii) : Vulnérable
Statut CITES
Le Petit-duc de Pemba (Otus pembaensis) est une espèce d'oiseaux de la famille des Strigidae.

## Répartition
Cette espèce est endémique de Tanzanie.